# Monosaharidi
Monosaharidi (grč. mono = jedan) su jednostavni šećeri. Sastoje se od samo jedne molekule ili jedinice. Obično su bezbojne kristalizirane krutine topljive u vodi. Monosaharidi su gradivni element disaharida i polisaharida.
Najpoznatiji su: 
- glukoza
- fruktoza
- galaktoza

## Struktura i nazivlje
Osim malo iznimaka poput deoksiriboze, monosaharidi su kemijske formule : Cx(H2O)y, gdje se konvencijski uzima x ≥ 3.   Monosaharide možemo razvrstati prema broju x ugljikovih atoma koje sadrže: dioza (2) trioza (3) tetroza (4), pentoza (5), heksoza (6), heptoza (7) i tako dalje (npr. oktoza, nonoza).
Najvažniji je monosaharid glukoza heksoza. Primjeri heptoza su ketoze mannoheptuloza i sedoheptuloza. Monosaharide s osam ili više ugljikovih atoma rijetko se promatra jer su vrlo nestabilni.
U strukturama molekula monosaharida jedna je karbonilna skupina i dvije ili više hirdoksidnih skupina. Karbonilna skupina može biti smještena na krajnjem ugljikovom atomu (C-1). Ta je skupina aldehidna te se svi monosaharidi koji ju sadrže zovu aldoze. Karbonilna skupina može biti na drugom ugljikovom atomu (C-2). To je onda keto-skupina te se takvi monosaharidi zovu ketoze. Iz navedenog proizlazi da su monosaharidi polihidroksialdehidi ili polihidroksiketoni.

## Stereokemija monosaharida
Molekule monosaharida sadržavaju barem jedan, a najčešće više kiralnih ugljikovih atoma. Iznimka je najjednostavnija ketotrioza, dihidroksiaceton, koja je akiralna. U molekuli D-glukoze četiri su ugljikova atoma kiralna, što znači da postoji čak 16 stereoizomera (2"). Sustavno ime D-glukoze uključuje oznake apsolutne konfiguracije na svakome kiralnom ugljikovu atomu i glasi (2R),(35),(4R),(5R)-2,3,4,5,6-pentahidroksiheksanal. Zbog složenosti sustavna se imena monosaharida i ostalih ugljikohidrata rijetko upotrebljavaju, često ih se naziva trivijalnim imenima. U trivijalnim imenima većina šećera ima karakterističan nastavak -oza.
Monosaharidima se uobičajeno pripisuju oznake relativne konfiguracije D i L. 
Kao standardi za usporedbu pri određivanju relativne konfiguracije uzimaju se molekule D-gliceraldehida i L-gliceraldehida, najjednostavnije aldotrioze s jednim kiralnim ugljikovim atomom. Kod svih monosaharida koji sadržavaju dva ili više kiralnih ugljikovih atoma postavlja se pitanje kiralnoga ugljikova atoma čija se konfiguracija uspoređuje s konfiguracijom gliceraldehida. Dogovorno, monosaharid pripada D-seriji ako mu je konfiguracija na predzadnjem ugljikovu atomu u Fischerovoj projekcijskoj formuli (ugljikovu atomu s najvećim rednim brojem koji je kiralan) jednaka onoj molekule D-gliceraldehida. Jednako tako, usporedbom se zaključuje o pripadnosti monosaharida L-seriji.
Prema relativnoj konfiguraciji svi prirodni šećeri jesu D-šećeri. To je važno zato što se u molekule složenih ugljikohidrata ugrađuju samo D-monosaharidi i samo njih naš organizam može iskoristiti kao metaboličko gorivo. Od 16 stereoizomernih aldoheksoza osam ih je iz D-serije, a osam iz L-serije. Tih 16 stereoizomera tvori osam parova enantiomera, pri čemu je jedan član svakog enantiomernog para prirodni D-šećer, a drugi je L-šećer. D-glukoza i L-glukoza su enantiomeri, odnose se kao predmet i njegova zrcalna slika. Svi su D-monosaharidi iste molekulske formule u dijastereoizomernom odnosu, primjerice D-glukoza i D-manoza, D-eritroza i D-treoza itd.

## Fischerove projekcijske formule
Monosaharidi se uobičajeno prikazuju Fischerovim projekcijskim formulama. Takav način prikazivanja pogodan je za molekule s više stereogenih centara. U Fischerovoj projekcijskoj formuli najdulji lanac se crta uzdužno, a na poprečnim se veznim crticama prikazuju atomi vodika i hidroksilne skupine. Na sjecištima su smješteni asimetrični ugljikovi atomi.
|  |  |
|  |  |

D-konfiguracija označava da je OH-skupina na predzadnjem ugljikovom atomu s desne strane, a L-konfiguracija da je s lijeve strane.

## Haworthova projekcija
Haworthova projekcija je prikaz cikličke strukture monosaharida.

## Važnost
Monosaharide često nalazimo u strukturama složenijih molekula s važnim ulogama u biološkim sustavima. Tako su nukleozidi, spojevi šećera s heterocikličkim bazama (adenin, gvanin, citozin, uracil, timin), zapravo N-glikozidi. Posebnu metaboličku važnost imaju fosforilirani šećeri, esteri šećera i fosforne kiseline. Prvi korak metaboličke razgradnje glukoze jest njezino fosforiliranje, odnosno pretvorba u glukozu-6-fosfat. Fosforiliranjem se šećer prevodi u anionski oblik, čime se sprječava njegov prolazak kroz lipidnu membranu i izlazak iz stanice.

## Najpoznatiji monosaharidi

### Glukoza
Glukoza je u određenoj količini uvijek prisutna u ljudskoj krvi, a zove se i dekstroza ili grožđani šećer. Ime "grožđani šećer" ne znači da on postoji samo u grožđu. Supstancija je prvi put otkrivena u grožđu pa je po tome dobila ime. Glukoza ili voćni šećer nalazi se u voću, suptropskom voću, povrću, kukuruznom sladu i medu. Grožđani šećer kao zaslađivač, kao što se prodaje pod imenom Natufood (Dextrose), dobiva se iz škroba, krumpira ili kukuruza.

### Fruktoza
Fruktoza se još naziva i voćni šećer i takav se nalazi na primjer u voću, povrću i medu. U prirodi se međutim najčešće nalazi povezana s glukozom. Taj "dvostruki šećer" zove se saharoza. Suprotno od općeg vjerovanja, fruktoza marke Natufood ne dobiva se iz voća nego iz kukuruznog škroba. Voće sadrži relativno male količine fruktoze zbog čega bi iskorištavanje bilo dugotrajno a cijena fruktoze kao zaslađivača bila bi neumjereno visoka. Još jedna zabluda je uvjerenje da voće sadrži samo voćni šećer. Voće sadrži voćni šećer ali i glukozu i saharozu.

### Galaktoza
Galaktoza je manje poznati šećer. Nalazi se u mliječnom šećeru, ugljikohidratu koji postoji u mlijeku.

### Trioze
Najjednostavniji monosaharidi s tri ugljikova atoma u strukturi su ketotrioza dihidroksiaceton i D-gliceraldehid.

### Aldopentoze
Najpoznatije aldopentoze su D-riboza i 2-deoksi-D-riboza, monosaharidi koje nalazimo u strukturi molekula nukleinskih kiselina.